# Ernestine Anderson
Ernestine Anderson (11. listopadu 1928 – 10. března 2016) byla americká jazzová a bluesová zpěvačka. Zpěvu se věnovala již od dětství Zpívala v kostelním sboru a ve svých osmnácti letech odehrála turné se zpěvákem Johnnym Otisem. Své první album nazvané Hot Cargo vydala v roce 1956 a během následujících let jí vyšlo několik desítek dalších nahrávek. Čtyřikrát byl nominována na cenu Grammy, ale nikdy ji nezískala.